# Fír flathemon
Fír flathemon [fʼiːr 'flaθʼevon] (altirisch „Gerechtigkeit des Herrschers“) bezeichnete in irischen Rechtstexten und Mythen die Pflicht des Fürsten, stets gerecht zu urteilen und zu handeln. Das Gegenteil wurde gáu flathemon [ɣʼau 'flaθʼevon] („Ungerechtigkeit des Herrschers“) genannt. 
Ähnliche Regeln sind aus Indien (ṛta, dharma), Griechenland (dikē) und Ägypten (maat) bekannt.

## Fír flathemon
Diese Gerechtigkeit des Herrschers war geis (Gebot, Tabu) und damit eine der wichtigsten Aufgaben des Königs, weil dadurch Wohlstand und Glück seines Reiches gewährleistet waren. Über diese Tugend des Herrschers wird im Audacht Morainn („Moranns Vermächtnis/Testament“) geschrieben. Der sagenhafte irische Richter Morann stellte darin zur Belehrung seines Ziehsohnes, des irischen Königs Feradach Find Fechtnach, einen Katalog des fir flathemon auf. Obwohl diese Lehrsprüche vermutlich im 7. oder 8. Jahrhundert verfasst wurden, wird angenommen, dass diese Vorschriften bereits im vorchristlichen Keltentum bekannt waren.

## Gáu flathemon
Begangenes Unrecht (gáu flathemon) galt als Ursache jeglichen Unglückes des Königs und seiner Untertanen, der König konnte dafür abgesetzt und – eventuell sogar mit dem Tode – bestraft werden. Im anonymen Werk De duodecim abusivis saeculi („Über die zwölf Missstände der Welt“) wird dies unter dem Titel: rex iniquus („der ungerechte König“) angeführt. 
Begangenes Unrecht eines amtierenden Königs wurde mit dem groben Terminus cacc for enech („Scheiße auf sein Gesicht/seine Ehre“) benannt.
Beispiele werden in der Erzählung Cath Maige Mucrama („Die Schlacht von Mag Mucrama“) über Lugaid mac Con erzählt – er fällt in einem Rechtsstreit ein ungerechtes Urteil zugunsten seiner Gattin; in Togail Bruidne Da Derga („Die Zerstörung der Halle Da Dergas“) greift Conaire Mór nicht gegen seine verbrecherischen Stiefbrüder ein; Conn Cétchathach verstößt gegen diese Rechtschaffenheit, als er die Fee Bé Chuma heiratet und seinen Sohn Art für ein Jahr vom Königssitz Tara verbannt.